# Сербинум
Сербинум (познат и као Сербинијум и Сервитијум) био је антички римски град у провинцији Панонији. Налазио се на подручју данашње Градишке у Републици Српској. Град је био раскрсница два римска пута и локација савске римске флоте.

## Историјски извори
Насеље Сербинум помиње се у историјским изворима од 2. до 7. века нове ере, и то овим редоследом:
- У Птолемејевој географији из 2. века, помиње се и на карти је убележено место Serbinon или Serbinum, које се налазило испод планина Biblia ore (или Biblini montes или Beby m.), које су, према тумачењу мађарских научника, Козара и Грмеч.
- У делу Itinerarium Antonini из 2-3. века, забележен је назив Servitium.
- На карти званој Tabula Peutingeriana из 4. века, уписан је назив Seruitio.
- У делу Notitia dignitatum из око 400. године уписан је назив Servitii.
- У делу Anonymi Ravennatis Cosmographia из 7-8. века уписан је назив Serbitium.

Сви наведени облици (Serbinon, Serbinum, Servitium, Seruitio, Servitii, Serbitium), односе се на једно место, а то је по научницима данашња Градишка.

## Теорије о пореклу имена
Према једној теорији, град Сербинум је могао добити име по Србима, односно претпоставља се да су у њему у 2. веку нове ере живели Срби. Пошто присуство Словена на Балкану у 2. веку нове ере није историјски потврђено, евентуално присуство Срба на подручју Сербинума могло би се повезати са Сарматима, који су тада насељавали делове Панонске низије, а чији су део, према иранској теорији о пореклу Срба, били и Срби (Видети: Иранска теорија о пореклу Срба).

## Галерија
- Сербинум на карти из 1769. године
- Сербинум на Птолемејевој карти из 15. века
- Сербинум на Птолемејевој карти из 1578. године (погрешно лоциран у Барањи)
- Сербинум на Птолемејевој карти из 1598. године (погрешно лоциран у Барањи)